# 原口證
原口 證（はらぐち あきら、1945年11月27日 –）は日本の元技術者（現在は退職）である。円周率の暗記で知られている。

## 経歴
宮城県古川市の寺院で生まれ育つ。宮城県古川工業高等学校卒業後、東北沖電気工業、日立製作所茂原工場に30年余年勤務した。退職後、円周率の暗記を始め、2004年に当時の世界記録である54,000桁を達成する。その後、同年に記録を68,000桁に伸ばし、2005年に83,431桁、2006年に100,000桁の暗記を達成した。トイレにまでカメラでついていくなど、不正が無いことを証明するため徹底的に記録された。しかし、この記録はギネス・ワールド・レコーズに申請中の段階であり、2017年時点でも正式に認定されていない（インド人のスレシュ・クマール・シャルマの70,030桁が、ギネス世界記録公認の世界記録である）。現在は千葉県茂原市に在住し、講演活動を行っている。

## 暗記法
彼は円周率の数字をかなに置き換える「語呂合わせ」を用いて記憶している。例えば、
- 0 - お、ら、り、る、れ、ろ、おん、おー
- 1 - あ、い、う、え、ひ、び、ぴ、あん、あー、びゃ、ひゃん、びゃ、びゃん

といった具合である。この語呂合わせを用いて、円周率を松前藩の武士が旅に出る物語として記憶している。

## 著書
- 原口證『ぶっちぎり世界記録保持者の記憶術　円周率10万桁への挑戦』日刊工業新聞社〈B&Tブックス〉、2006年1月。ISBN 4-526-05570-0。